# Holopogon snowi
Holopogon snowi là một loài ruồi trong họ Asilidae. Holopogon snowi được Back miêu tả năm 1909. Loài này phân bố ở vùng Tân Bắc giới.